# Pál Schmitt
Pál Schmitt (n. 13 de maig de 1942) és un polític i esportista hongarès, fou president del seu país entre el 2010 i 2012, quan va haver de presentar la dimissió a causa d'haver plagiat la seva tesi doctoral. Schmitt va néixer en Budapest. En 1955 ell va començar la seva carrera esportiva en esgrima.

## Campió Olímpic d'Esgrima
En 1965 Schmitt va ser convidat a participar en l'equip nacional d'esgrima hongarès; el 1967 va obtenir el seu primer èxit internacional en aconseguir una medalla de bronze en la Copa del Món d'Espasa. En els Jocs Olímpics d'Estiu de 1968 Schmitt va obtenir medalla d'or en esgrima; un èxit que va repetir quatre anys després en obtenir medalla d'or en els Jocs Olímpics d'Estiu de 1972. Ell obtindria altres reconeixements, com la medalla de plata en la Copa Mundial de 1973, abans de retirar-se de l'esport el 1977. Paral·lelament a la seva carrera esportiva, el 1960 Schmitt va entrar a estudiar en el Departament de Comerç Interior de la llavors Universitat Karl Marx de Ciències Econòmiques, actualment Universitat Corvinus de Budapest, on es va graduar el 1965. Després de graduar-se va aconseguir una ocupació en una cadena hotelera hongaresa; i el 1976 va ser nomenat director de l'Hotel Astoria, càrrec que ocuparia fins a 1981 quan va ser nomenat director de l'Estadi Ferenc Puskás.
En 1983 va deixar de ser director de l'Estadi Ferenc Puskás i es va convertir en secretari general del Comitè Olímpic Hongarès i també va ser triat membre del Comitè Olímpic Internacional (COI). En 1989 Schmitt es va convertir en president del Comitè Olímpic Hongarès, càrrec que manté fins a l'actualitat; el 1991 va entrar a formar part del Comitè Executiu del COI, i el 1995 va ser triat vicepresident del COI.